# Фонд Умид
Фонд Умид — общественный фонд Узбекистана, осуществляющий поддержку обучения студентов за рубежом.

## Общие сведения
Фонд создан по инициативе президента Республики Узбекистан для организации обучения за рубежом граждан Узбекистана. Первые студенты были направлены на учёбу в 1997 году. Студенты обучались в разных странах, включая Японию, Германию. Некоторое количество обучалось во Франции и Италии.
В 1998 году появились проблемы с финансированием фонда, когда некоторым студентам стали задерживать стипендии. Впоследствии часть студентов была отозвана на родину. В целях избежания признания финансовой несостоятельности, фонд был объединён с фондом «Устоз», в новый фонд «Истедод».
С 1997 по 2002 год при поддержке фонда более 800 студентов прошли обучение в ведущих вузах Великобритании, Германии, Италии, Канады, США, Франции, Японии.
Фонд оказал благотворное влияние на знание иностранных языков среди студентов. Некоторые студенты по окончании обучения предпочли не вернуться на родину, и трудоустроились за рубежом. 
Возвратившиеся выпускники работали в различных министерствах, ведомствах, предприятиях, учебных заведениях, фирмах, аудиторских компаниях, международных проектах Узбекистана. Среди них есть руководители крупного уровня.
Большинство студентов было направлено для работы в такие организации как Узавтопром, Пахтабанк, различные хокимияты и академические заведения.
Фонд Истедод регулярно проводит научно-практические конференции для бывших выпускников. Работы студентов были опубликованы в нескольких сериях сборников.
Один из руководителей Ботир Убайдуллаев завоевал широкую популярность.
Одним из главных критериев отбора кандидатов для обучения является мораль[уточнить] кандидата, оценивающаяся по 50-балльной шкале советом заслуженных деятелей культуры Узбекистана, а также знание предмета обучения и владение иностранным языком. Также проводится тестирование и собеседование с кандидатами. 
Главным условием для предоставления гранта является согласие кандидата проработать пять лет по возвращении по направлению специальной комиссии.
Начиная с лета 2001 года, студенты проходили военную подготовку в Чирчикском танковом училище. Студенты стреляли из различных видов огнестрельного оружия, ездили на БТРе, учились надевать противогазы и оказывать первую помощь пострадавшим.
3 января 2020 года в Ташкенте состоялась международная конференция выпускников стипендиальных программ фонда «Умид», в которой приняли участие 300 грантополучателей фонда. Оказалось, что из 300 выпускников, принявших участие в конференции, 120 проживает и работает за рубежом.  
С 2017 года Фонд начал выделение грантов на обучение по магистерской программе за рубежом.  